# Max Lang
Max Lang é um cineasta estadunidense. Como reconhecimento, foi nomeado ao Oscar 2014 na categoria de Melhor Animação em Curta-metragem por Room on the Broom.